# Szlak kajakowy Czarnej Hańczy i Kanału Augustowskiego

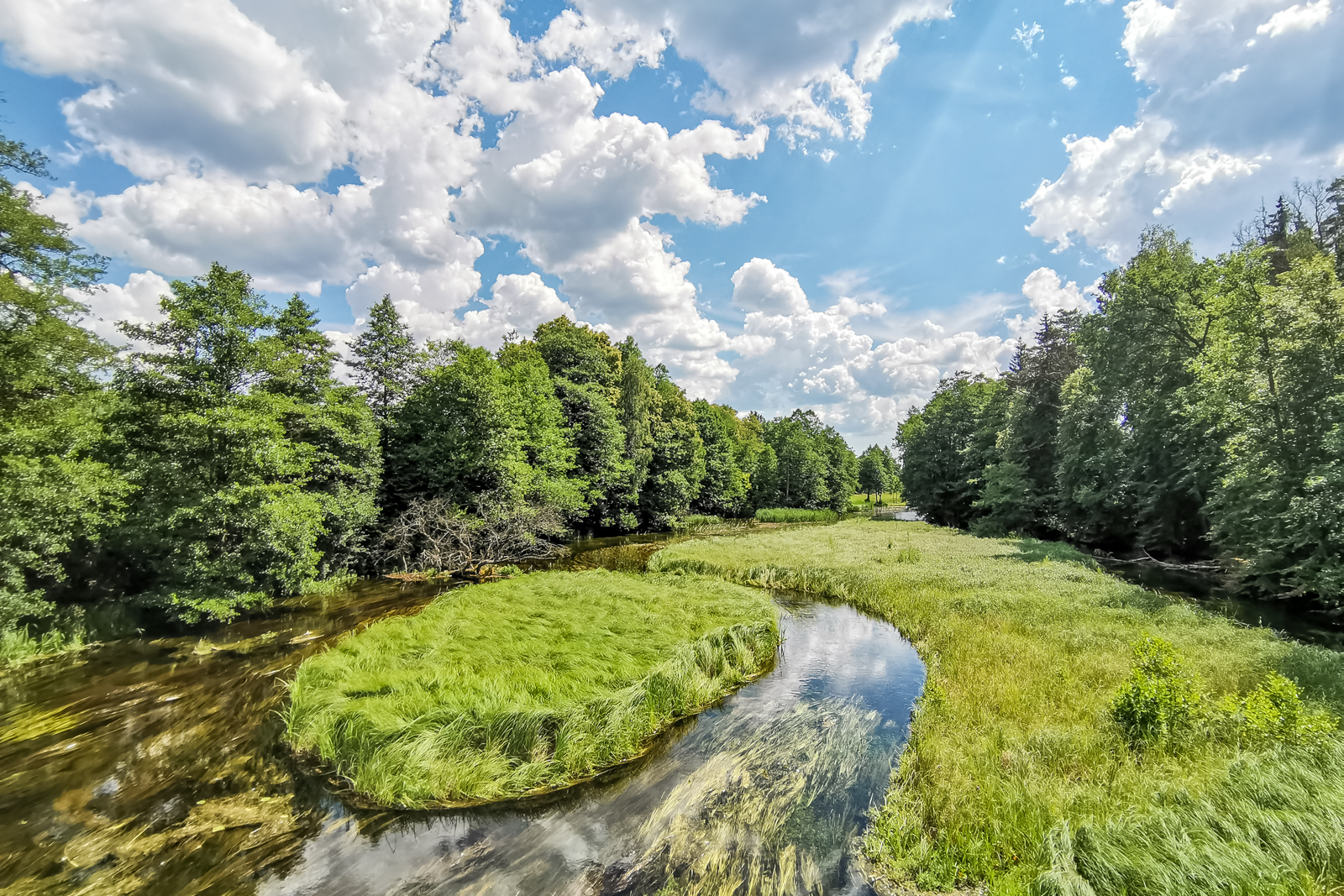
Czarna Hańcza w gminie Giby

Szlak kajakowy Czarnej Hańczy i Kanału Augustowskiego – szlak kajakowy na Suwalszczyźnie będący połączeniem szlaku kajakowego Czarnej Hańczy i szlaku kajakowego Kanału Augustowskiego, łączący Jezioro Gremzdy (lub Wigry) z Augustowem. Długość trasy zależy od tego punktu rozpoczęcia i wynosi 85 kilometrów (początek na jeziorze Gremzdy) lub 100 km (start na jeziorze Wigry), Szlak, który składa się z siedmiu odcinków, uważany jest za jeden z najpiękniejszych szlaków wodnych polskich nizin. Czas pokonania szlaku to około siedmiu dni (bez wcześniejszego przygotowania kondycyjnego) lub 4–5, jeśli płynący nim decydują się na wiosłowanie cały dzień.
Trasa wzdłuż Czarnej Hańczy jest znana między innymi z powodu Karola Wojtyły, który w młodości uczestniczył w spływach kajakowych tym szlakiem. Przy sanktuarium w Studzienicznej znajduje się jego pomnik wystawiony z okazji VII pielgrzymki papieskiej do Polski z 1999 roku.

## Odcinek pierwszy
Początkiem szlaku może być jezioro Gremzdy. Stamtąd trasa prowadzi przez jeziora Głuche, Jurkowo, Miałkie, a następnie rzeką Gremzdówką na Czarną Hańczę, około 2 km przed stanicą wodną w Wysokim Moście. Ten 10-kilometrowy odcinek na większości długości uważany jest za łatwy z wyjątkiem rzeczki, gdzie spotkać można zwalone drzewa; w końcowym odcinku Gremzdówki trzeba też przebijać się przez gęste szuwary.
Częściej jednak za początek trasy uważa się jezioro Wigry, gdzie kajaki można zwodować w Starym Folwarku, miejscowości Gawrych Ruda, w Bryzgielu lub przy klasztorze w Wigrach (patrz mapka po prawej). Ta trasa jest nieco dłuższa. Od miejscowości Gawrych Ruda jest to odległość około 100 km. Po przepłynięciu Wigier dopływa się do niewielkiego jeziora Postaw, a po jego przebyciu szlak prowadzi już Czarną Hańczą.

## Odcinek drugi
Odcinek ten liczący 16,5 km zaczyna się od zrujnowanej stanicy wodnej w Wysokim Moście a kończy na stanicy we Frąckach. Trasa częściowo przepływa przez Wigierski Park Narodowy. Ze względu na walory widokowe, odcinek ten uznawany jest za jeden z ciekawszych. Jednocześnie jest to trasa łatwa, choć jest na niej sporo meandrów.

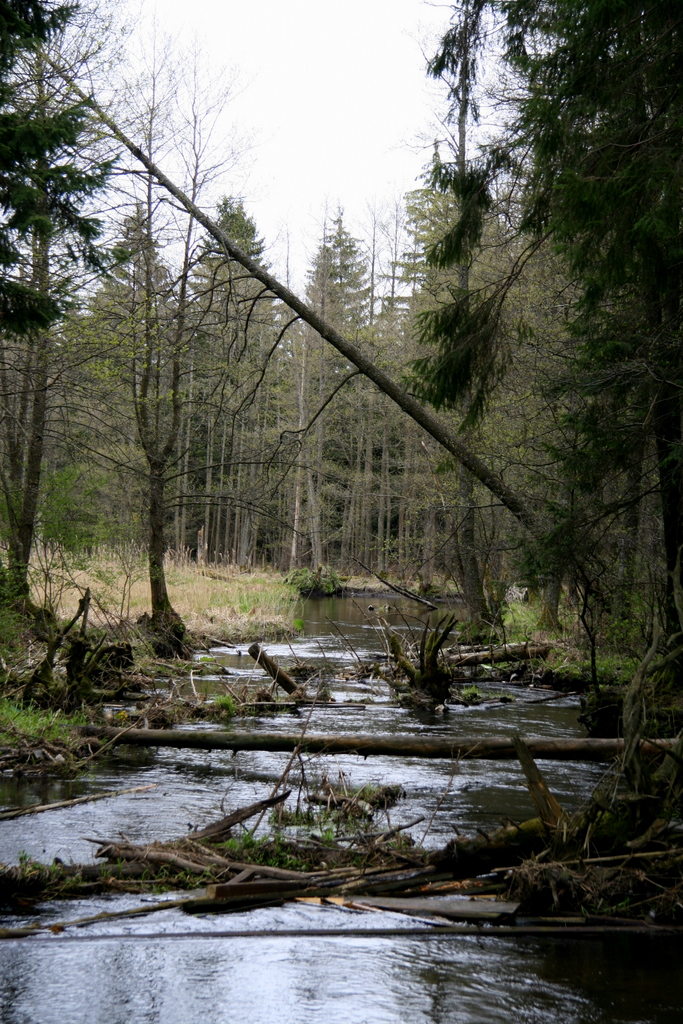
Na rzece spotkać można pnie przegradzające drogę

## Odcinek trzeci
Zaczyna się na stanicy we Frąckach, a kończy w Dworczysku. Ma 10 km długości. Nurt na tym odcinku jest szybki, a rzeka meandruje między polami i łąkami; z tego względu uważany jest za trudny.

## Odcinek czwarty
Trasa rozpoczynająca się w Dworczysku liczy 17 km. Początkowo prowadzi przez Puszczę Augustowską. Spotkać można przegradzające rzekę zwalone pnie. Ta część, z uwagi na to, że rzeka silnie meandruje uważana jest za trudną i wymagającą od kajakarzy pewnych umiejętności. Na wysokości wsi Rygol rzeka włącza się w system Kanału Augustowskiego. Tam szlak prowadzi w kierunku śluz: Sosnówek i Mikaszówka. Dalej położone jest jezioro Mikaszewo, gdzie kończy się ten etap.

## Odcinek piąty

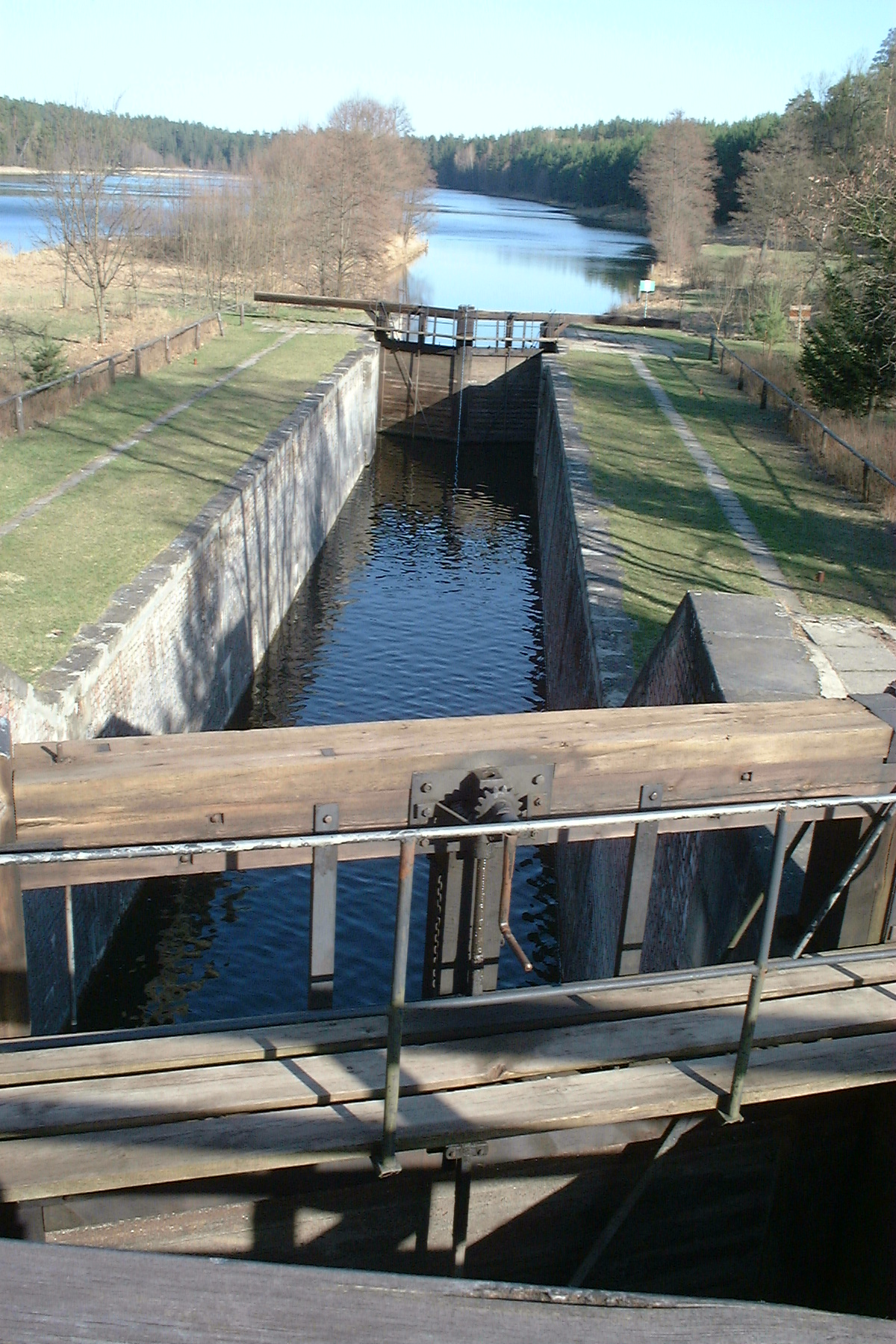
Największa w polskiej części kanału śluza Paniewo

Fragment szlaku prowadzi od Mikaszówki do miejscowości Płaska. Tutaj szlak cały czas prowadzi Kanałem Augustowskim. Przechodzi przez trzy jeziorka, śluzę Perkuć i największą na całym kanale dwukomorową śluzę Paniewo. Po przepłynięciu jeziora Paniewo trasa dociera do śluzy Gorczyca. Tuż za nią, na stanicy Płaska, kończy się ten odcinek trasy.
Na tym odcinku turysta ma do dyspozycji wiele sklepów spożywczych oraz pól namiotowych. Pola namiotowe znajdują się na śluzie Sosnówek i przy jeziorze Mikaszewo. Sklep spożywczy oraz punkt małej gastronomii jest w Mikaszówce, nad Paniewem oprócz tego jest też karczma.

## Odcinek szósty
Krótki i uważany za łatwy dziewięciokilometrowy odcinek prowadzi od stanicy Płaska do śluzy Swoboda. Około 3 km za stanicą jest kanał łączący jezioro Serwy z Kanałem Augustowskim. Zachodzi tam konieczność przenoszenia kajaków ręcznie przez drogę. Dalej jest śluza Swoboda, a tuż za nią jezioro Studzieniczne.
Odcinek ten obfituje w liczne pola namiotowe po obu stronach kanału i przy jeziorach.

## Odcinek siódmy
Ostatni, 10-kilometrowy odcinek szlaku Czarnej Hańczy prowadzi od śluzy Swoboda i kończy się w Augustowie. Trasa wiedzie od śluzy przez jezioro Studzieniczne. Na półwyspie koło jeziora jest kapliczka z obrazem Matki Boskiej, a na wyspie na jeziorze mieści się rezerwat przyrody Brzozowy Grąd. Po wypłynięciu z jeziora szlak prowadzi przez śluzę Przewięź na jezioro Białe Augustowskie a stamtąd na jezioro Necko.
Na brzegach jezior znajdują się liczne kempingi i ośrodki wypoczynkowe.
Po dopłynięciu do Augustowa podróż kajakiem można kontynuować szlakiem w kierunku Biebrzy, Blizny, szlakiem Doliny Rospudy lub ją zakończyć.